# Allium iliense
Allium iliense — вид трав'янистих рослин родини амарилісові (Amaryllidaceae), ендемік Казахстану.

## Поширення
Ендемік східного Казахстану.